# 霍瓦特·佐尔坦
霍瓦特·佐尔坦（匈牙利語：Horváth Zoltán，1937年3月12日—），匈牙利男子击剑运动员。他曾获得1960年夏季奥运会击剑比赛男子佩剑团体金牌和男子佩剑个人银牌，他也参加了1964年夏季奥运会。